# Johannes Zumbach
Johannes Zumbach war ein Schweizer Chronist und Illustrator. Er war Bürger von Luzern und wurde 1426 erwähnt.

## Leben
Die einzigen Hinweise auf Lebensdaten von Johannes Zumbach (oder „Zum Bach“) entstammen seinem eigenen Werk. Demnach war er Bürger der Stadt Luzern und Sohn des Malers Niklaus Zumbach. Eventuell ist er identisch oder verwandt mit einem bereits 1357 genannten Luzerner Bürger gleichen Namens.

## Werke
Zumbach schuf 1426 eine illustrierte Sammelhandschrift mit Schwabenspiegel und Konstanzer Weltchronik, die er um eigenständige Berichte zur eidgenössischen Geschichte erweiterte, unter anderem zur Eroberung des Aargaus im Jahr 1415. Bei dieser ältesten erhaltenen Chronik der Innerschweiz handelt es sich wohl nicht um ein amtliches Werk. Die Chronik wurde 1431 durch den städtischen Unterschreiber Hans Fründ mit einem Bericht über die Hexenverfolgungen im Wallis fortgesetzt. Ausserdem kopierte und illustrierte Zumbach auch zwei Handschriften des „Schachzabelbuchs“ von Konrad von Ammenhausen.